# Sumber Suko (Gempol)
Sumber Suko is een bestuurslaag in het regentschap Pasuruan van de provincie Oost-Java, Indonesië. Sumber Suko telt 6506 inwoners (volkstelling 2010).